# Torneo de Doha 2024
El Qatar ExxonMobil Open 2024 fue un evento de tenis de la categoría ATP Tour 250 que se disputó en Doha, Catar en el Khalifa International Tennis Complex desde el 19 hasta el 24 de febrero de 2024.

## Distribución de puntos
| Modalidad            | Campeón | Finalista | Semifinales | Cuartos de final | 2ª ronda | 1ª ronda | Clasificados | 2ª ronda de clasificación | 1ª ronda de clasificación |
| Individual masculino | 250     | 165       | 100         | 50               | 25       | 0        | 13           | 7                         | 0                         |
| Dobles masculino     | 250     | 150       | 90          | 45               | 20       | 0        | -            | -                         | -                         |

## Cabezas de serie

### Individuales masculino
| Tenista              | Ranking | Preclasificado |
| Andrey Rublev        | 5       | 1              |
| Karen Khachanov      | 17      | 2              |
| Ugo Humbert          | 18      | 3              |
| Aleksandr Búblik     | 23      | 4              |
| Alejandro Davidovich | 24      | 5              |
| Jan-Lennard Struff   | 25      | 6              |
| Lorenzo Musetti      | 26      | 7              |
| Tallon Griekspoor    | 29      | 8              |

- Ranking del 12 de febrero de 2024.[2]

### Dobles masculino
| Tenista                              | Ranking | Preclasificado |
| Jamie Murray Michael Venus           | 41      | 1              |
| Nathaniel Lammons Jackson Withrow    | 41      | 2              |
| Nicolas Mahut Édouard Roger-Vasselin | 45      | 3              |
| Sander Gillé Joran Vliegen           | 46      | 4              |

## Campeones

### Individual masculino
Karen Khachanov venció a  Jakub Menšík por 7-6(12), 6-4

### Dobles masculino
Jamie Murray /  Michael Venus vencieron a  Lorenzo Musetti /  Lorenzo Sonego por 7-6(7-0), 2-6, [10-8]